# Las hermanas de Bufalo Bill
Las hermanas de Bufalo Bill es una obra de teatro de Manuel Martínez Mediero, estrenada en 1975.

## Argumento
La obra es la historia de dos hermanas vírgenes -Cleo y Semíramis- quienes se encuentran sometidas al autoritario poder de su déspotico hermano Amadeo - nieto del legendario Búfalo Bill - (en lo que se ha interpretado una relación con el dictador Francisco Franco), mientras juegan con muñecas. Finalmente Amadeo muere, pero regresara de ultratumba para continuar vigilando a las mujeres a las que quiere para continuar la reserva moral del futuro.

## Estreno
- Teatro Valle-Inclan, Madrid, 8 de octubre de 1975.
  - Dirección: Francisco Abad.
  - Escenografía: Pablo Gago.
  - Intérpretes: Berta Riaza, Tina Sáinz, Germán Cobos.
- Teatro Muñoz Seca, Madrid, 27 de abril de 1999.
  - Dirección: Francisco Abad.
  - Escenografía: Antonio Zarco.
  - Intérpretes: Ramiro Oliveros, África Gozalbes, Sandra Toral.

### Televisión
- 18 de marzo de 2000, en el espacio Que Grande es el Teatro, de TVE. Intérpretes: África Gozalbes, Ramiro Oliveros, Sandra Toral.